# Lista de províncias da Grã-Colômbia

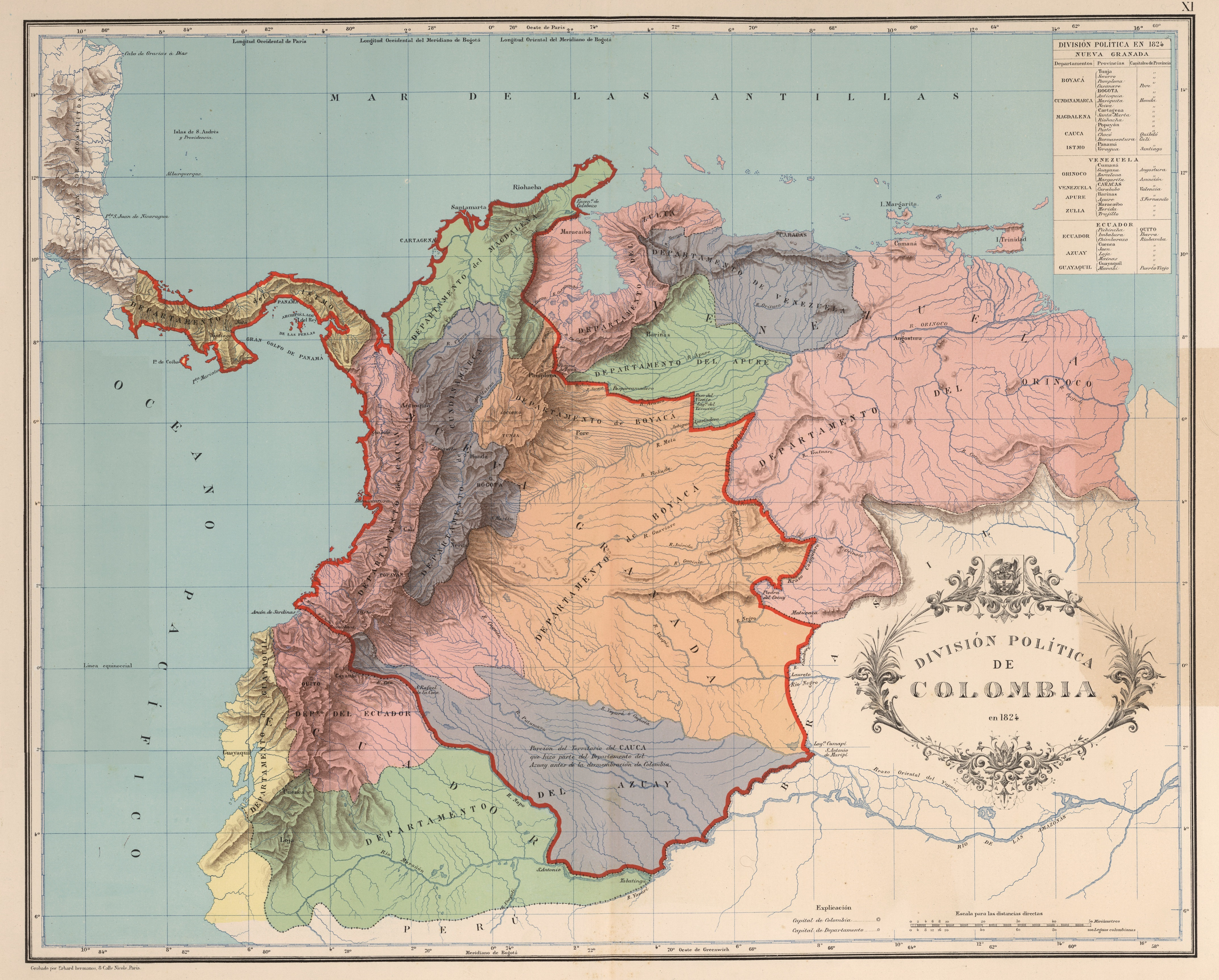
Distritos e Províncias da Grã-Colômbia

As 37 províncias da Grã-Colômbia, um país que existiu de 1819-1831 instituído em 1824. 
| Província                               | Departamento             | Distrito |
| --------------------------------------- | ------------------------ | -------- |
| Barinas (província)                     | Apure (departamento)     | Norte    |
| Achaguas (província)                    | Apure (departamento)     | Norte    |
| Cumaná (província)                      | Orinoco (departamento)   | Norte    |
| Barcelona (província)                   | Orinoco (departamento)   | Norte    |
| Guayana (província)                     | Orinoco (departamento)   | Norte    |
| Margarita (província)                   | Orinoco (departamento)   | Norte    |
| Caracas (província)                     | Venezuela (departamento) | Norte    |
| Carabobo (província)                    | Venezuela (departamento) | Norte    |
| Maracaibo (província)                   | Zulia (departamento)     | Norte    |
| Coro (província)                        | Zulia (departamento)     | Norte    |
| Mérida (província)                      | Zulia (departamento)     | Norte    |
| Trujillo Province                       | Zulia (departamento)     | Norte    |
| Tunja (província)                       | Boyacá (departamento)    | Centro   |
| Casanare (província)                    | Boyacá (departamento)    | Centro   |
| Pamplona (província)                    | Boyacá (departamento)    | Centro   |
| Socorro (província)                     | Boyacá (departamento)    | Centro   |
| Popayán (província)                     | Cauca Department         | Centro   |
| Buenaventura (província)                | Cauca Department         | Centro   |
| Chocó (província)                       | Cauca Department         | Centro   |
| Pasto (província)                       | Cauca Department         | Centro   |
| Bogotá (província)                      | Cundinamarca Department  | Centro   |
| Antioquia (província)                   | Cundinamarca Department  | Centro   |
| Mariquita (província)                   | Cundinamarca Department  | Centro   |
| Neiva (província)                       | Cundinamarca Department  | Centro   |
| Istmo (província)                       | Istmo (departamento)     | Centro   |
| Veraguas (província)                    | Istmo (departamento)     | Centro   |
| Cartagena (província)                   | Magdalena Department     | Centro   |
| Riohacha (província)                    | Magdalena Department     | Centro   |
| Santa Marta (província)                 | Magdalena Department     | Centro   |
| Cuenca Province                         | Azuay (departamento)     | Sur      |
| Loja (província)                        | Azuay (departamento)     | Sur      |
| Jaén de Bracamoros y Maynas (província) | Azuay (departamento)     | Sur      |
| Guayaquil (província)                   | Guayaquil (departamento) | Sur      |
| Manabi (província)                      | Guayaquil (departamento) | Sur      |
| Pichincha (província)                   | Equador (departamento)   | Sur      |
| Chimborazo (província)                  | Equador (departamento)   | Sur      |
| Imbabura (província)                    | Equador (departamento)   | Sur      |